# Djurgårdens naturreservat, Västergötland
Djurgårdens naturreservat ligger inom Kinnekulle naturvårdsområde i Götene kommun i Västergötland.
Området är skyddat sedan 2007 och omfattar 100 hektar. Det är beläget på den norra delen av platåberget Kinnekulle, strax söder om orten Hällekis. 

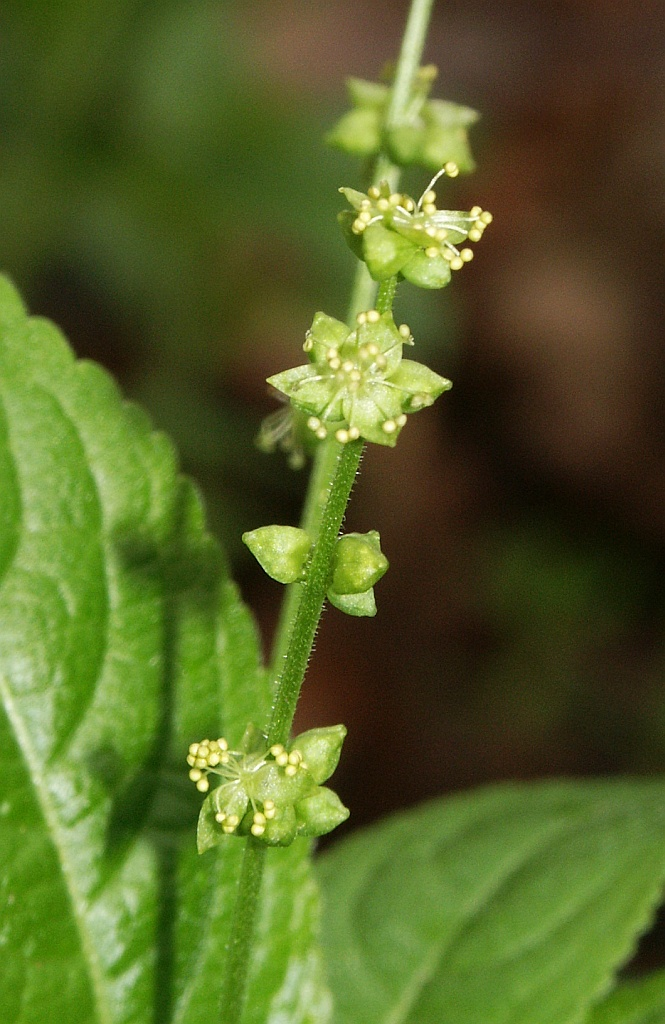
Skogsbingel

Naturreservatet består mest av betesmarker med gamla lövträd såsom ekar, lindar och askar. Namnet Djurgården kommer av att området användes av den medeltida adeln för att hålla hjortar och annat jaktbart vilt. Numera är kor och får vanligare inom området. Jordmånen i reservatet är överlag kalkrik med en mycket örtrik vegetation som följd. En del av området  består av lövsumpskogar med klibbal och ask.
En vandringsled löper genom naturreservatet och strax söder om reservatet går Kinnekulle vandringsled.
Djurgårdens naturreservat ingår i EU:s nätverk av skyddade områden, Natura 2000.